# サッサンドラ＝マラウェ地方
サッサンドラ＝マラウェ地方（Sassandra-Marahoué）は、コートジボワールの地方（District）のひとつ。首府はダロア。人口は229万人（2014年）で、コートジボワールの12地方の中では最も多い。

## 地理
国土の中心に位置する内陸地方で、低サッサンドラ地方、ゴー＝ジブア地方、ラック地方、モンターニュ地方、バンダマ渓谷地方、ウォロバ地方、ヤムスクロ自治区と接する。

## 設立まで
2011年の行政区画再編時に高サッサンドラ州とマラウェ州の上位区画として新設された。旧州の名称でもあるサッサンドラ地域とマラウェ地域を合わせた名称となっている。

## 下位行政区画
サッサンドラ＝マラウェ地方は、2つの州（Région）を管轄している。なお、この2つの州は2011年以前の第一級行政区画であった時期の区画を踏襲している。
- 高サッサンドラ州（Haut-Sassandra） - ダロア（Daloa）
- マラウェ州（Marahoué） - ブアフレ（fr:Bouaflé）